# Umjot (Tambow)
Umjot (russisch Умёт) ist eine Siedlung städtischen Typs in der Oblast Tambow in Russland mit 4740 Einwohnern (Stand 14. Oktober 2010).

## Geographie
Der Ort liegt gut 100 km Luftlinie ostsüdöstlich des Oblastverwaltungszentrums Tambow und etwa 5 km von der Grenze zur Oblast Pensa. Er befindet sich unweit des rechten Ufers des linken Worona-Nebenflusses Wjaschlja.
Umjot ist Verwaltungszentrum des Rajons Umjotski sowie Sitz der Stadtgemeinde (gorodskoje posselenije) Umjotski possowet, zu der außerdem die Dörfer Gradski Umjot (4 km südlich), Iwanowka (7 km südwestlich), Ljubitschi (3 km südöstlich) und Pawlowka (5 km südlich) sowie die Siedlung Krasny Oktjabr (4 km östlich) gehören.

## Geschichte
Der Ort entstand in den 1870er-Jahren in Zusammenhang mit dem Bau der Eisenbahnstrecke Koslow – Saratow um die dort errichtete Station Umjot, benannt nach dem nahen, erstmals 1710 erwähnten Dorf Gradski Umjot (so genannt in Abgrenzung zum 15 km westlich gelegenen Dorf Peressypkinski Umjot, auch Sofjino, heute Sofjinka). Dorf und Stationssiedlung gehörten zum Ujesd Kirsanow des Gouvernements Tambow.
Am 18. Januar 1935 wurde das Dorf Gradski Umjot Verwaltungssitz eines neu geschaffenen Rajons. 1968 erhielt die bereits seit den 1930er-Jahren größere und wirtschaftlich bedeutendere Stationssiedlung den Status einer Siedlung städtischen Typs, und die Rajonverwaltung wurde nach dort verlegt.

### Bevölkerungsentwicklung
| Jahr | Einwohner |
| ---- | --------- |
| 1970 | 3635      |
| 1979 | 4369      |
| 1989 | 5276      |
| 2002 | 5000      |
| 2010 | 4740      |

Anmerkung: Volkszählungsdaten

## Verkehr
Umjot besitzt einen Bahnhof bei Kilometer 591 der auf diesem Abschnitt 1871 eröffneten Eisenbahnstrecke Moskau – Rjasan – Tambow – Saratow.
Südlich an der Siedlung vorbei verläuft die der Bahnstrecke folgende Regionalstraße Kirsanow – Rtischtschewo – Saratow (ehemals Teil der R208 von Tambow, die heute von der 15 km nordwestlich gelegenen Kleinstadt Kirsanow weiter nach Pensa führt). In südwestlicher Richtung zweigt bei Umjot eine Straße in das benachbarte Rajonzentrum Inschawino ab.